# Identità di Brahmagupta
In matematica, l'identità di Brahmagupta, detta anche identità di Fibonacci, afferma che il prodotto di due numeri, ognuno dei quali è la somma di due quadrati di numeri naturali, si può esprimere come somma di quadrati (ed in due modi distinti). In altre parole, l'insieme delle somme di due quadrati è chiuso rispetto alla moltiplicazione. In particolare:
{\displaystyle {\begin{aligned}\left(a^{2}+b^{2}\right)\left(c^{2}+d^{2}\right)&{}=\left(ac-bd\right)^{2}+\left(ad+bc\right)^{2}\ \qquad \qquad (1)\\&{}=\left(ac+bd\right)^{2}+\left(ad-bc\right)^{2}.\qquad \qquad (2)\end{aligned}}}
Ad esempio,
{\displaystyle (1^{2}+4^{2})(2^{2}+7^{2})=30^{2}+1^{2}=26^{2}+15^{2}.}
Questa identità è utilizzata nella dimostrazione del teorema di Fermat sulle somme di due quadrati.
L'identità è valida in qualunque anello commutativo, ma è particolarmente utile nell'insieme dei numeri interi.
Questa identità è un caso speciale (n = 2) dell'identità di Lagrange. Brahmagupta dimostrò ed utilizzò un'identità più generale:
{\displaystyle {\begin{aligned}\left(a^{2}+nb^{2}\right)\left(c^{2}+nd^{2}\right)&{}=\left(ac-nbd\right)^{2}+n\left(ad+bc\right)^{2}\ \qquad \qquad (3)\\&{}=\left(ac+nbd\right)^{2}+n\left(ad-bc\right)^{2},\qquad \qquad (4)\end{aligned}}}
che mostra che l'insieme di tutti i numeri della forma {\displaystyle x^{2}+ny^{2}} è chiuso rispetto alla moltiplicazione.
L'identità dei quattro quadrati di Eulero è un'identità analoga con quattro quadrati anziché due. Inoltre, vi è un'identità con otto quadrati, derivata dagli ottonioni, ma non ha implicazioni particolarmente interessanti per i numeri interi perché ogni numero naturale è somma di quattro quadrati (vedi Teorema dei quattro quadrati). Essa è correlata alla periodicità di Bott.

## Storia
Quest'identità è stata scoperta dal matematico e astronomo indiano Brahmagupta (598-668), che la generalizzò. La sua opera Brāhmasphuṭasiddhānta fu successivamente tradotta, dal Sanscrito, in arabo da Muḥammad ibn Ibrāhīm al-Fazārī, in seguito in persiano, e infine in latino nel 1126. L'identità riapparve nel 1225 all'interno del Liber Quadratorum di Leonardo Pisano, meglio noto come Fibonacci (1170-1250). Tuttavia, è possibile che l'identità fosse già nota a Diofanto di Alessandria nel III secolo (Arithmetica - III, 19).

## Relazione con i numeri complessi
Se a, b, c e d sono numeri reali, questa identità è equivalente alla proprietà della moltiplicazione dei valori assoluti dei numeri complessi:
{\displaystyle |a+bi||c+di|=|(a+bi)(c+di)|}
dato che
{\displaystyle |a+bi||c+di|=|(ac-bd)+i(ad+bc)|,}
elevando al quadrato entrambi i membri
{\displaystyle |a+bi|^{2}|c+di|^{2}=|(ac-bd)+i(ad+bc)|^{2},}
e ricorrendo alla definizione di valore assoluto,
{\displaystyle (a^{2}+b^{2})(c^{2}+d^{2})=(ac-bd)^{2}+(ad+bc)^{2}.}

## Applicazione all'equazione di Pell
Nel suo contesto originale, Brahmagupta applicò la sua scoperta alla soluzione dell'equazione di Pell,
{\displaystyle x^{2}-Ny^{2}=1.}
Usando l'identità nella forma più generale
{\displaystyle (x_{1}^{2}-Ny_{1}^{2})(x_{2}^{2}-Ny_{2}^{2})=(x_{1}x_{2}+Ny_{1}y_{2})^{2}-N(x_{1}y_{2}+x_{2}y_{1})^{2},\,}
osservò che, date due triple (x1, y1, k1) e (x2, y2, k2), soluzioni di x2 − Ny2 = k, allora anche
{\displaystyle (x_{1}x_{2}+Ny_{1}y_{2}\,,\,x_{1}y_{2}+x_{2}y_{1}\,,\,k_{1}k_{2})}
è una soluzione della medesima equazione.
Questo non permise soltanto di generare infinite soluzioni di x2 − Ny2 = 1 partendo da una sola soluzione, ma anche, dividendo ogni membro per k1k2, di ottenere spesso soluzioni intere o "quasi intere". Il metodo generale per risolvere l'equazione di Pell, ad opera di Bhāskara II nel 1150, chiamato metodo Chakravala, è basato anche su questa identità.